# 依兰道
依兰道，中华民国初期设置的道。
1914年6月由东北路道改置依兰道，治依兰县（今黑龙江省依兰县），属吉林省。辖依兰县、同江县、密山县、虎林县、绥远县、桦川县、富锦县、饶河县、方正县、穆棱县等县。辖境约当今黑龙江省黑龙江、松花江以南，乌苏里江、松阿察河以西，牡丹江以东，林口县、穆棱县、鸡东县、密山县等市县以北地区及方正县地。1916年4月由同江县析置宝清县。1929年废。